# Херсонес (пароходофрегат)
«Херсонес» — колёсный пароходофрегат Черноморского флота России. 
Один из четырёх однотипных пароходофрегатов, заказанных в Англии для нужд Черноморского флота и непосредственно принимавших участие в боевых действиях Крымской войны. 

## История постройки
В июне 1841 года императором Николаем I было принято решение о заказе в Англии четырех пароходофрегатов «с тем, чтобы в военное время можно было их обратить на полезное употребление при флоте». Заказ судов был поручен новороссийскому генерал-губернатору М. С. Воронцову при участии адмирала М. П. Лазарева.
В комиссию по подготовке «Положения о новом пароходном сообщении с Константинополем», располагавшуюся в Одессе, вошли действительный статский советник П. Марини, надворный советник А. Фицарди, представитель торгового дома Штиглица П. Пуль и представитель Черноморского флота капитан-лейтенант А. И. Швенднер, командовавший до этого пароходами «Лиман», «Молния» и «Колхида». Для заказа пароходофрегатов в Англию 11 октября того же года из Петербурга был направлен командира фрегата «Флора» — капитан-лейтенант К. И. Истомин.
Контракт на постройку пароходофрегатов «Крым», «Одесса», «Херсонес» и «Бессарабия» был заключен Морским ведомством России с судостроительной верфью «W. & H. Pitcher» 2 февраля 1842 года. При этом производитель обязался уже к 15 сентября 1842 года построить «Крым» и «Одессу», а к 1 февраля 1843 года закончить строительство «Бессарабии» и «Херсонеса».

## История службы
Пароходофрегат «Херсонес» был спущен на воду на судостроительной верфи «W. & H. Pitcher» в Нордфлите 4 февраля 1843 года, а в мае 1843 года прибыл в Одессу. Использовался для пассажирских перевозок на линии Одесса—Константинополь.

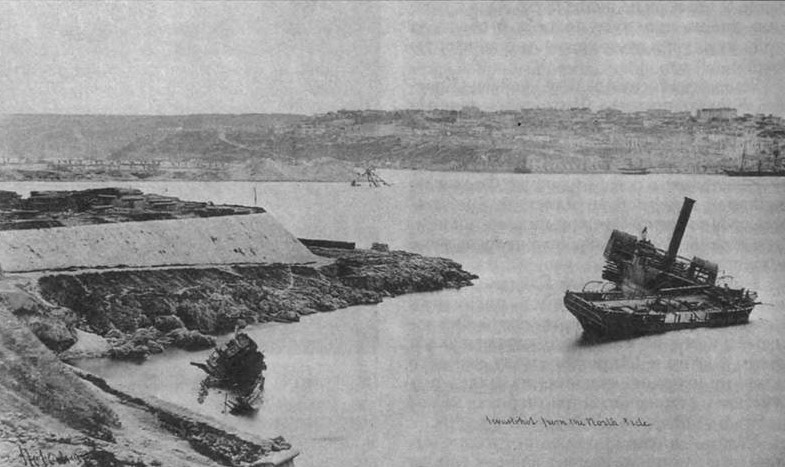
Вид на Севастопольскую бухту после осады 1855 года. Слева направо затопленные корабли: тендер «Поспешный», транспорт «Прут» и пароходофрегат «Херсонес»

В кампанию 1853 года совершил переход из Николаева в Севастополь.
В начале Крымской войны пароходофрегат был вооружен и вошел в состав Черноморского флота. Под командованием капитан-лейтенанта И. Г. Руднева принимал участие в Синопском сражении, после сражения буксировал в Севастополь линейный корабль «Три Святителя». Во время обороны Севастополя совместно с пароходофрегатами «Владимир», «Громоносец», «Бессарабия», «Крым» и «Одесса» входил в отряд под командованием капитан-лейтенанта Г. И. Бутакова. В конце августа 1855 года «Херсонес» был посажен на камни в Северной бухте при оставлении города гарнизоном.
19 июля 1856 года пароходофрегат был снят с камней и поставлен на ремонт. 9 июня 1857 года «Херсонес» был приобретен РОПиТ. В этом же году пароход направили в Марсель, где судно было капитально отремонтировано и переоборудовано в товаро-пассажирский пароход. C 1858 года эксплуатировался под прежним наименованием на Чёрном море.
29 ноября 1861 года в створе мыса Ак-Бурун напоролся на останки затонувшего у мели судна и оказался выброшенным на мель. 4 и 5 декабря 1861 года волнение в Керченском проливе усилилось, трюм судна быстро заполнялся водой. Из Керчи на помощь вышли буксиры РОПиТ «Крикун» и «Тамань», которые сняли с «Херсонеса» пассажиров и багаж. Попытки откачать воду из трюма аварийного судна оказались безрезультатными, пароход лег на правый борт.
В 1862 году «Херсонес» был поднят, но к этому времени уже частично разрушился, поэтому был списан и переоборудован в блокшив. В 1886 году блокшив разобрали.

## Память
- В 1905 году к 50-летию обороны Севастополя, сооружён монумент «Памятник затопленным кораблям»[6].

## Командиры
Командирами пароходофрегата «Херсонес» в составе Российского императорского флота в разное время служили:
- капитан 2-го ранга Н. М. Соковнин (1853 год)[источник не указан 567 дней];
- капитан 2-го ранга К. К. Штофреген (1853—1854 годы)[источник не указан 567 дней];
- капитан-лейтенант И. Г. Руднев (с 24 марта (5 апреля) 1854 года)[7].